# Renoncule des champs
Ranunculus arvensis
Espèce
Classification phylogénétique
La Renoncule des champs ou Chausse-trape des blés (Ranunculus arvensis L.) est une espèce de plantes à fleurs de la famille des Renonculacées. Cette renoncule herbacée annuelle messicole est aussi appelée localement bassinet des champs ou pied de poule. 
C'est un bouton-d'or qui montre dans les moissons, de mai à juillet, ses petites fleurs jaunes hermaphrodites. Cette plante est irritante et dangereuse comme fourrage car elle contient de l'anémonine. Elle est en régression dans les cultures car éliminée par certains herbicides.
Elle se rencontre en bordure des cultures et dans les friches.

## Description
La tige dressée, ramifiée au sommet, glabre ou pubescente mesure 20 à 40 cm de haut.
Les feuilles sont alternes, les inférieures à limbe spatulé, simple ou triséqué à segments lancéolés, dentés, assez longuement pétiolulés, les caulinaires à limbe souvent découpé en 3 lanières linéaires de moins de 6 mm de large.
Inflorescence : cyme unipare hélicoïde ; pédoncules longs et non sillonnés ; 5 sépales velus, étalés ; corolle large de 4 à 12 mm, formée de 5 pétales jaune soufre, dépassant peu le calice.
Infrutescence : 3 à 8 akènes généralement hérissés d’épines très longues, à bec de plus de 1,5 mm.
Pollinisation : entomogame.
Dissémination : épizoochore.

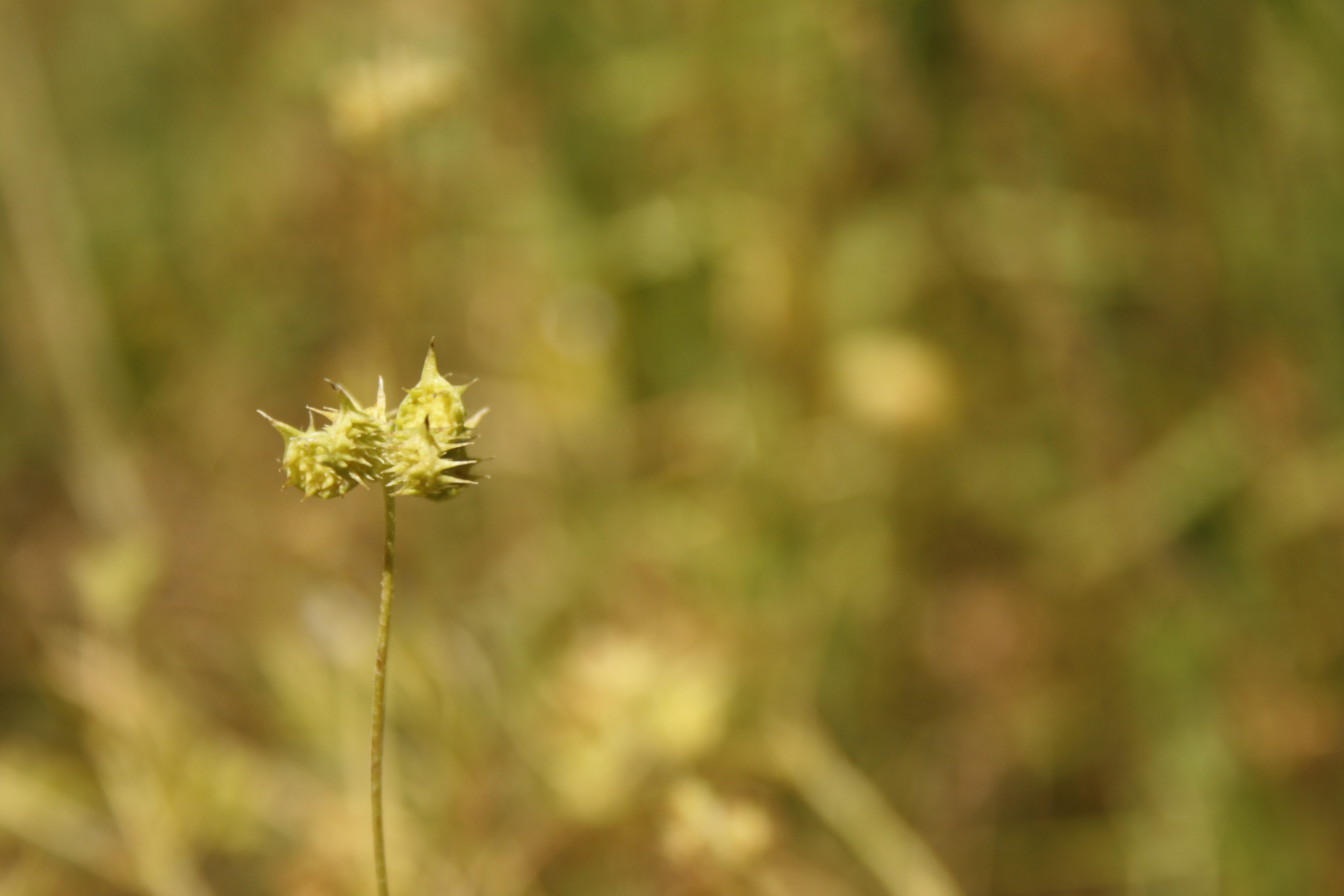
Graines de Ranunculus arvensis.
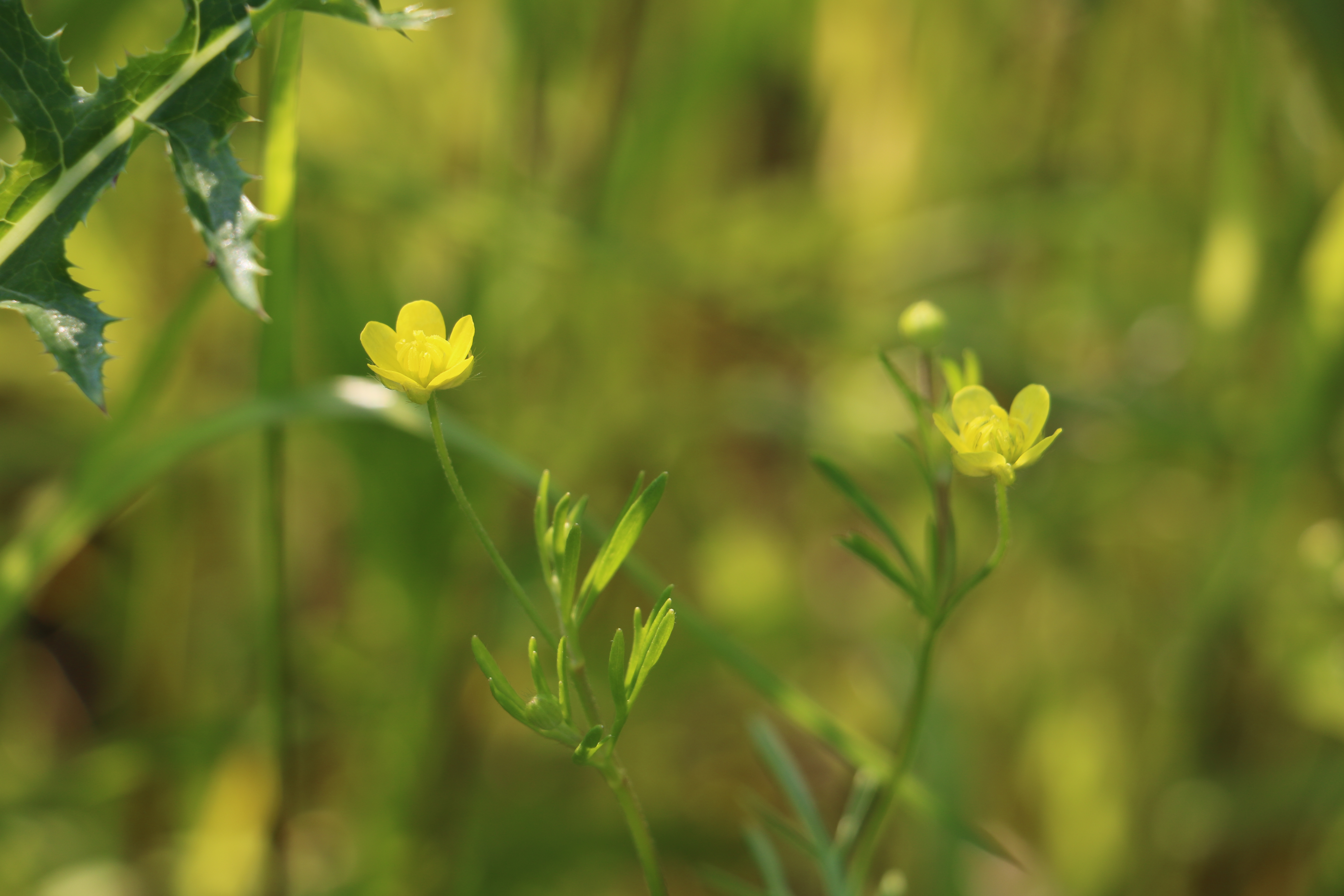
Ranunculus arvensis en fleur.

## Synonymes
- Cynomorbium heterophyllum Opiz
- Hericinia arvensis (L.) Fourr.
- Pachyloma arvensis (L.) Spach
- Ranunculus arvensis L. subsp. tuberculatus Arcang.
- Ranunculus arvensis L. var. etuberculatus Ser.
- Ranunculus arvensis L. var. multiplex N.H.F.Desp.
- Ranunculus arvensis L. var. reticulatus (Seub.) Rouy & Foucaud
- Ranunculus arvensis L. var. tuberculatus DC.
- Ranunculus echinatissimus Blatt.
- Ranunculus fernandezii Blatt.
- Ranunculus reticulatus Regel & J.Schmitz ex Seub.
- Ranunculus tuberculatus DC.
- Ranunculus arvensis L. var. inermis W.D.J.Koch